# Haida (Sprache)

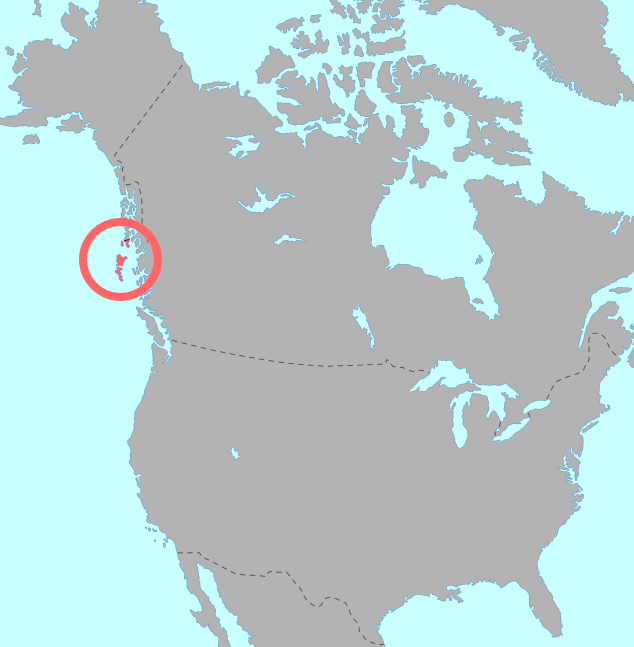
Verbreitung der Haida-Sprache

Haida ist eine indigene Sprache Nordamerikas, die von etwa 50 bis 60 Personen auf den kanadischen Haida Gwaii Inseln, British Columbia, und im angrenzenden südlichen Alaska (Prince of Wales Island, Hydaburg und Ketchikan) gesprochen wird. Alle kompetenten Sprecher sind älter als 60 Jahre, zum Volk der Haida gehören über 2.000 Personen. Die Bezeichnung Haida stammt von xayda, was in der Haida-Sprache ‚Person‘ oder ‚Mensch‘ bedeutet. Die früher angenommene genetische Beziehung des Haida zu den Na-Dené-Sprachen wird heute mehrheitlich abgelehnt, Haida ist also als eine isolierte Sprache zu betrachten.

## Dialekte, Siedlungsgebiete und Sprecherzahlen
Die Erforschung der Haida-Sprache begann in der Mitte des 19. Jahrhunderts, substantielle Arbeiten (Wörterbücher und Grammatiken) entstanden seit den 1970er Jahren. Haida besitzt vier Dialekte, die sich in eine Nord- und eine Südgruppe gliedern:
- Haida
  - Süd-Haida
    - Ninstints †
    - Skidegate

  - Nord-Haida
    - Masset
    - Kaiganiä

Manche Forscher sehen Nord-Haida und Süd-Haida als zwei verschiedene Sprachen an, ihr Unterschied ist etwa so groß wie der zwischen Deutsch und Niederländisch (Campbell 1997). Der südlichste Dialekt Ninstints wurde früher auf Anthony Island gesprochen, er hatte zu Beginn des 20. Jahrhunderts noch einige Sprecher, ist aber 1970 ausgestorben (Krauss 1973). Der Skidegate-Dialekt auf den zentralen Haida-Gwaii-Inseln wird noch von 10 Personen gesprochen, der Masset-Dialekt auf den nördlichen Queen Charlotte Islands noch von etwa 30. Im frühen 18. Jahrhundert war eine Haida-Gruppe nach Südalaska gezogen. Von den Nachkommen dieser Migranten sprechen noch 15 den sogenannten Kaigani-Dialekt in den Orten Hydaburg und Ketchikan (Sprecherzahlen nach Krauss 1997). Alle kompetenten Sprecher des Haida sind mindestens 60 Jahre alt, die Haida-Sprache ist also in ihrem Bestand stark gefährdet und wird in wenigen Jahrzehnten ausgestorben sein.

## Verwandtschaft mit Tlingit, Eyak und Athapaskisch
Seit der Mitte des 19. Jahrhunderts wurde eine genetische Sprachverwandtschaft zwischen Haida, Tlingit, Eyak und den athapaskischen Sprachen postuliert. Diese Sprachgruppe wurde von Edward Sapir 1915 als Na-Dené-Sprachen etabliert, Joseph Greenberg übernahm sie 1987 so in sein Werk Language in the Americas. In neueren Arbeiten über das Haida wird seine Zugehörigkeit zur Na-Dené-Gruppe jedoch sehr in Frage gestellt. Die Ähnlichkeiten beruhen nach Ansicht der Forscher eher auf arealen Sprachkontakten (Tlingit wird direkt nördlich von Haida gesprochen) und auf falschen Sprachanalysen der frühen vergleichenden Forschung (Levine 1979, Leer 1990, 1991, Campbell 1997, Mithun 1999). Nach diesen Erkenntnissen sollte Haida vorläufig als isolierte Sprache und nicht als Na-Dené-Sprache betrachtet werden.

### Beschreibung von Haida
- John Enrico: Haida Syntax. 2 Bände. University of Nebraska Press, Lincoln NE u. a. 2003, ISBN 0-8032-1822-2.
- John Enrico: Haida Dictionary. Skidegate, Masset, and Alaskan Dialects. 2 Bände. Alaska Native Language Center u. a., Fairbanks AK u. a. 2005, ISBN 1-555-00087-8.

### Amerikanische Sprachen
- Joseph H. Greenberg: Language in the Americas. Stanford University Press, Stanford CA 1987, ISBN 0-8047-1315-4.
- Lyle Campbell: American Indian Languages. The Historical Linguistics of Native America (= Oxford Studies in Anthropological Linguistics. 4). Oxford University Press, New York NY u. a. 1997, ISBN 0-19-509427-1.
- Michael Krauss: The Indigenous Languages of the North: a Report on their Present State. In:  Hiroshi Shōji, Juha Janhunen (Hrsg.): Northern Minority Languages. Problems of Survival (= Senri ethnological Studies. 44, ISSN 0387-6004). National Museum of Ethnology, Suita u. a. 1997, S. 1–34.
- Marianne Mithun: The Languages of Native North America. Cambridge University Press, Cambridge u. a. 1999, ISBN 0-521-23228-7.

### Haida und Na-Dené
- Michael Krauss: Na-Dene. In: Thomas A. Sebeok (Hrsg.): Current Trends in Linguistics. Band 10: William Bright (Hrsg.): Linguistics in North America. Teilband 2. Mouton, Den Haag u. a. 1973, ZDB-ID 421588-6, S. 903–978.
- Robert Levine: Haida and Na-dene: a New Look at the Evidence. In: International Journal of American Linguistics. Bd. 45, Nr. 2, 1979, ZDB-ID 199170-x, S. 157–170.
- Jeff Leer: Tlingit: a Portmanteau Language Family? In: Philip Baldi (Hrsg.): Linguistic change and reconstruction methodology (= Trends in Linguistics. Studies and Monographs. 45). Mouton de Gruyter, Berlin u. a. 1990, ISBN 3-11-011908-0, S. 73–98.
- Jeff Leer: Evidence for a Northern Northwest Coast Language Area. In: International Journal of American Linguistics. Bd. 57, Nr. 2, 1991, S. 158–193.
- John Enrico: Toward Proto – Na-Dene. In: Anthropological Linguistics. Bd. 46, Nr. 3, 2004, ISSN 0003-5483, S. 229–302.